# 阿普弗尔多夫
阿普弗尔多夫是德国巴伐利亚州的一个市镇。总面积12.31平方公里，总人口1088人，其中男性540人，女性548人（2011年12月31日），人口密度88人/平方公里。